# Molophilus (Molophilus) danielsi
Molophilus (Molophilus) danielsi is een tweevleugelige uit de familie steltmuggen (Limoniidae). De soort komt voor in het Australaziatisch gebied.